# Martin Juritsch
Martin Juritsch SAC (* 19. September 1928 in Filipowa in der Vojvodina; † 4. August 1999 in Bruchsal) war ein deutscher katholischer Priester.

## Leben
Juritsch war Sohn von Donauschwaben und kam als 11-Jähriger nach Bruchsal. Dort machte er 1949 das Abitur und trat als Novize bei den Pallottinern ein. Bis zu seiner Priesterweihe 1955 studierte er Philosophie und Theologie an der Ordenshochschule in Vallendar, der Katholischen Universität Löwen (Belgien) und der Universität Freiburg (Schweiz), wo er Mitglied der katholischen Studentenverbindung Carolingia-Fribourg im KV wurde.
Nach seiner Promotion 1960 wurde Juritsch Professor an der Philosophischen Hochschule der Pallottiner in Untermerzbach, 1972 wurde er zum Provinzial der süddeutschen Pallottinerprovinz in Friedberg bei Augsburg gewählt. 1983 wurde er zum Generalrektor (Generaloberen) der Pallottiner in Rom gewählt und 1989 wiedergewählt. 1992 bat er aus gesundheitlichen Gründen um Entbindung und nahm dann seinen Wohnsitz wieder in Deutschland.
Juritsch hatte als Professor seine Pallottiner-Studenten maßgeblich geprägt. Als Provinzial pflegte er im Bistum Augsburg eine enge Zusammenarbeit mit Laien und war Förderer der charismatischen Gemeindeerneuerung.